# 변병주
변병주(邊炳柱, 1961년 4월 26일 ~ )는 대한민국의 전 축구 선수 및 현 지도자로 현역 시절 부산 아이파크와 울산 HD에서 공격수로 활약했으며 현재 숭의과학기술고등학교의 감독직을 맡고 있다.

## 개요
경기도 교하 출생으로 청구고등학교, 연세대학교를 졸업하였다. 100m를 11.0초로 뛰는 빠른 주력으로 인하여 '총알'이라는 별명이 붙었다.

## 축구인 생활

### 선수 생활
K리그 창설 원년인 1983년 대우 로얄즈에서 데뷔하여, K리그 2회 우승 (1984년, 1987년)과 1986년 아시안 클럽 챔피언십 우승에 공헌하였다. 1990년 현대 호랑이로 이적하여, 1991년 K리그 준우승에 공헌하였다. 1991년 시즌이 끝난 뒤 은퇴하였다.

### 국가 대표 생활
1981년 2월 11일, 멕시코와의 친선 경기를 통해 A매치에 데뷔하였다. 1986년 FIFA 월드컵, 1990년 FIFA 월드컵 등의 많은 대회에서 뛰었고, A매치 68경기에서 10골을 넣었다.

### 지도자 생활
은퇴 후인 1993년에 인천제철 여자 축구단 감독을 지냈고, 1998년에 용인대학교 축구부 감독으로 활동하다 2000년 모교인 청구고등학교로 옮겼다. 청구고등학교에서 박주영을 양성했다.
2006년 11월 박종환의 후임으로 K-리그의 대구 FC의 제 2대 감독으로 취임하였다. 2007~2008 시즌에 화끈한 공격 축구로 찬사를 받았으나, 2009년 초 핵심 선수인 이근호, 진경선, 하대성, 에닝요 등의 잇다른 이적으로 인해 최하위로 시즌을 마감하였다. 시즌 종료 후 구단과 1년 재계약에 합의하였으나, 뒤이어 외국인 선수 선발 과정 중 금품수수 혐의로 대구지방검찰청 특수부에서 구속되어 불명예스럽게 대구 FC를 떠나게 되었다. 그가 구속된 후, 이영진 전 FC 서울 수석코치가 새 감독으로 취임하였다. 2010년 3월에 징역 1년, 집행 유예 2년을 선고받고 풀려났다. 2010년 FIFA 월드컵이 끝난 후 대구광역시 동구 율하지구 체육공원 내 축구장을 박주영의 이름을 딴 박주영 축구장으로 개칭하였을 때 관리권을 받아 현재는 이 축구장을 관리하고 있다.

## 플레이 스타일
빠른 발을 이용한 측면 돌파로 역대 대한민국 축구사에서 최고의 스피드를 자랑하였다.

## 경력

### 선수 경력
- 1983년 ~ 1989년  대우 로얄즈
- 1990년 ~ 1991년  현대 호랑이

### 국가 대표 경력
- 1984년 AFC 아시안컵 대표
- 1986년 FIFA 월드컵 대표
- 1988년 AFC 아시안컵 대표
- 1990년 FIFA 월드컵 대표

### 지도자 경력
- 1993년 ~ 1996년 인천제철 감독
- 1998년 ~ 1999년 용인대학교 감독
- 2000년 ~ 2006년 청구고등학교 감독
- 2007년 ~ 2009년 대구 FC 감독
- 2013년 ~ 2017년 제주 서귀포고 감독

## 수상

### 클럽

#### 대우 로얄즈
- K리그 우승 2회 (1984년, 1987년)
- K리그 준우승 1회 (1983년)
- 프로축구선수권대회 준우승 1회 (1986년)
- 아시아 클럽 챔피언십 우승 1회 (1986년)

#### 현대 호랑이
- K리그 준우승 1회 (1991년)

### 국가 대표팀
- 1988년 AFC 아시안컵 준우승